# Wangenies
Wangenies (en wallon Wandjniye) est une section de la commune belge de Fleurus située en Région wallonne dans la province de Hainaut.
C'était une commune à part entière avant la fusion des communes de 1977.

## Toponymie

### Attestations anciennes
Wandigeis (1185), Wandengies (1211).

### Étymologie
Selon Maurits Gysseling, Wangenies dérive du roman Wandiniacas, signifiant « appartenant à Wando ».

## Évolution démographique
- Sources : INS, Rem. : 1831 jusqu'en 1970 = recensements, 1976 = nombre d'habitants au 31 décembre.

## Patrimoine
- Eglise Saint-Lambert. Construite en 1868 et 1869 en style néo-roman sur plan basilical[3].
- Ancienne ferme du Château, rue du Bosquet. Tire son nom d'un château à proximité qui a été détruit au XVIIIe siècle[3].
- Ferme du Gros Buisson dans la rue du même nom, construite en 1859[4].

## Personnalités
- Bob Dechamps (1914-2002), chanteur de langue wallonne né à Wangenies.